# Liste der Ritter des Ordens vom Eisernen Helm
Diese Liste führt alle Ritter des Ordens vom Eisernen Helm auf, der von 1814 bis 1817 im Kurfürstentum Hessen verliehen wurde.
| Lfd. Nr. | Name                                                 | Verleihungsdatum   | Dienstgrad/Stellung zur Zeit der Verleihung                                             | Verleihungsgrund (sowie bekannt) |
| -------- | ---------------------------------------------------- | ------------------ | --------------------------------------------------------------------------------------- | --- |
| 001.     | Wilhelm von Hessen-Kassel                            | 22. September 1814 | Kurprinz und Befehlhabender General der Armee                                           | |
| 002.     | Friedrich Landgraf von Hessen-Rumpenheim             | 22. September 1814 | Oberst und Brigadekommandant der Kavallerie                                             | |
| 003.     | Wilhelm von Hessen-Philippsthal-Barchfeld            | 22. September 1814 | Oberst und Brigadekommandant                                                            | |
| 004.     | Ludwig Wilhelm Christian von Solms-Braunfels         | 22. September 1814 | Generalmajor und Brigadekommandant                                                      | |
| 005.     | Wilhelm von Dörnberg                                 | 22. September 1814 | königlich britischer Generalmajor im Generalstab                                        | |
| 006.     | Friedrich August von Pflug(k)                        | 22. September 1814 | kaiserlich russischer Major im Russisch-Deutschen Legion                                | |
| 007.     | Hans Adolph von Thümmel                              | 22. September 1814 | Generalmajor und Generaladjudant des Kurfürsten                                         | |
| 008.     | Moritz von Müller                                    | 22. September 1814 | Generalmajor und Generaladjutant des Kurfürsten                                         | |
| 009.     | Alexander Felix von Dalwigk                          | 22. September 1814 | Major und Flügeladjutant des Kurfürsten                                                 | |
| 010.     | Carl von Haynau                                      | 22. September 1814 | Oberst und Brigadekommandant                                                            | |
| 011.     | Wilhelm Köhler                                       | 22. September 1814 | Major und Brigadekommandant der Artillerie                                              | |
| 012.     | Christian Friedrich von Cochenhausen                 | 22. September 1814 | Oberstleutnant im Generalstab                                                           | |
| 013.     | Friedrich Ludwig Ernst Freiherr von Dörnberg         | 22. September 1814 | Oberstleutnant im Generalstab                                                           | |
| 014.     | Carl Friedrich Ernst Treusch von Buttlar             | 22. September 1814 | Major und Flügeladjutant                                                                | |
| 015.     | Joseph von Bothmer                                   | 22. September 1814 | Major im Generalstab                                                                    | |
| 016.     | Johann Karl Ludwig Kellerman                         | 22. September 1814 | Major im General-Quartiermeister-Stab                                                   | |
| 017.     | Heinrich von Gilsa                                   | 22. September 1814 | Rittmeister und Adjutant des Kurprinzen                                                 | |
| 018.     | Adolph Friedrich von Haller                          | 22. September 1814 | Major und Kommandeur des 1. Grenadier-Bataillon „von Haller“                            | |
| 019.     | Karl Ferdinand von Altenbockum                       | 22. September 1814 | Capitain im 1. Grenadier-Bataillon „von Haller“                                         | |
| 020.     | Georg Hildebrand                                     | 22. September 1814 | Leutnant im 1. Grenadier-Bataillon „von Haller“                                         | |
| 021.     | Barthold Hildebrand                                  | 22. September 1814 | Sergeant im 1. Grenadier-Bataillon „von Haller“                                         | |
| 022.     | Wilhelm Euler                                        | 22. September 1814 | Capitain d’Armes (Waffenunteroffizier/Gefreiter) im 1. Grenadier-Bataillon „von Haller“ | |
| 023.     | Conrad Wagner                                        | 22. September 1814 | Corporal im 1. Grenadier-Bataillon „von Haller“                                         | Half am 26. Februar 1814 vor Thionville ein feindlicher Obristleutnant fangen. |
| 024.     | Heinrich Stahle                                      | 22. September 1814 | Corporal im 1. Grenadier-Bataillon „von Haller“                                         | |
| 025.     | Heinrich Müller                                      | 22. September 1814 | Grenadier im 1. Grenadier-Bataillon „von Haller“                                        | |
| 0 26.    | Carl Ludwig August von Benning                       | 22. September 1814 | Oberstleutnant und Kommandeur des Regiments „Kurfürst“                                  | |
| 027.     | Joseph Lauterborn                                    | 22. September 1814 | Leutnant im Regiment „Kurfürst“                                                         | Dem 26. Februar vor Thionville, half mit vielem Muth und Tapferkeit eine Kanone erobern. |
| 028.     | Georg Gail                                           | 22. September 1814 | Feldwebel im Regiment „Kurfürst“                                                        | Dem 25. Februar vor Thionville, deckte in der Affäre bei Siebenbrunnen die recht Flanke der Compagnie des Capitain Hölcke und benahm sich sehr gut. |
| 029.     | Conrad von Flies                                     | 22. September 1814 | Oberstleutnant und Kommandant des Regiments „Kurprinz“                                  | |
| 030.     | Philipp Keinaẞ                                       | 22. September 1814 | Feldwebel im Regiment „Kurprinz“                                                        | Dem 13., 15., und 22. Februar vor Luxemburg, hat sich besonders im ersten Gefecht ausgezeichnet den jungen Soldaten zuredet und ist mehrmalen freiwillig vorgegangen. |
| 031.     | Johann Philipp Hübinger                              | 22. September 1814 | Corporal im Regiment „Kurprinz“                                                         | Dem 8. März vor Luxemburg: als die Compagnie durch ein heftiges Feuer genöthigt wurde zurückzugehen, feuerte er durch entschlossener Reden seine Cameraden zum Vorwärtsgehen wieder an, und ging so allein den feindlichen Kugeln entgegen. |
| 032.     | Heinrich Pleẞ                                        | 22. September 1814 | Musketier im Regiment „Kurprinz“                                                        | Bei allen Gelegenheiten: ist bei allen Gelegenheiten als Freiwilliger ausgetreten, hat seine Cameraden zur Pflicht aufgemuntert und sich selbst muthvoll betragen. |
| 033.     | Friedrich Wilhelm von Loẞberg                        | 22. September 1814 | Major und Kommandeur des 2. Grenadier-Bataillons „von Loẞberg“                          | |
| 034.     | Heinrich von Borck                                   | 22. September 1814 | Oberstleutnant und Kommandeur des Regiments „Landgraf Carl“                             | |
| 035.     | Carl Staffel                                         | 22. September 1814 | Leutnant im Regiment „Landgraf Carl“                                                    | Dem 28. März vor Luxemburg, ein ganz vorzüglich braven Officier der in dieser Affaire der wichtigsten Punkt im Walde unter dem Dorfe Hamm hatte und gegen den wüthensten Angriffe des Feindes seinen Plaz behauptete auch zweimal den in Wald gedrungenen Feind auf seiner linken Flancke zurückwarf, und man ihm die Behauptung des für die Position wichtigen Waldes zuschreiben kann. |
| 036.     | Albrecht von Bardeleben                              | 22. September 1814 | Major im Regiment „Landgraf Carl“                                                       | |
| 037.     | Ferdinand von Geyso                                  | 22. September 1814 | Sekondeleutnant im Regiment „Landgraf Carl“                                             | Dem 18. März vor Luxemburg: hielt mit 40 Mann den ersten feindlichen Angriff auf dem Pulverthurm mit vieler Entschlossenheit ab, wobei er drei mal blessiert wurde. |
| 038.     | Jacob Lauterbach                                     | 22. September 1814 | Füsilier im Regiment „Landgraf Carl“                                                    | Dem 18. u. 28. März vor Luxemburg: hielte sich während der ersten Affaire ganz nahe von der feindlichen Linie, und engagierte seine Cameraden durch [ ] Beispiel. Bei der 2. Affaire hat er den schon gefangenen Lieutenant Staffel helfen befreijen. |
| 038.     | Valentin Hastenpflug                                 | 22. September 1814 | Gefreiter im Regiment „Landgraf Carl“                                                   | Mit gleichem Grunde erwähnt. |
| 039.     | Georg Rudolph                                        | 22. September 1814 | Gefreiter im Regiment „Landgraf Carl“                                                   | Dem 18. März vor Luxemburg: behauptete mit 10 Mann bei dem Angriff des Dorfs Haarich mit vielen Entschlossenheit seinem ihm anvertraute Posten gegen einen 4 mal stärkeren Feind, und verlies denselben nicht eher bis er von seinen Capitain den Befehl dazu erhielte. |
| 040.     | Eckhard Strube                                       | 22. September 1814 | Tambour im Regiment „Landgraf Carl“                                                     | Dem 18. März vor Luxemburg: Indem der Capitain Briede durch diesen Tambour den []schritt schlagen lies und auf den Feind losging, verlohr dieser durch eine Kanonekugel das linke Bein und im Augenblick sagte er noch ruhig: ach nun muss ich meine Compagnie verlassen. |
| 041.     | Friedrich Lauterbach                                 | 22. September 1814 | Füsilier im Regiment „Landgraf Carl“                                                    | |
| 042.     | Carl Zinck                                           | 22. September 1814 | Oberst und Regimentskommandeur des Regiments „Prinz Solms“                              | Grober, rücksichtsloser aber sehr tüchtiger Offizier. |
| 043.     | Matthias Ronneberg                                   | 22. September 1814 | Oberstleutnant und Regimentskommandeur vom 1. Landwehr-Regiment                         | |
| 044.     | Ferdinand Vogeley                                    | 22. September 1814 | Premierleutnant vom 1. Landwehr-Regiment                                                | Dem 28. März bei Bertrange: durch besondere Bravour indem er die Leute sammelte, eine ganze Compagnie zusammenhielt und encouragirte, und alles anwandt um den Feind zurückzuschlagen. |
| 045.     | Ferdinand Brandau                                    | 22. September 1814 | Sekondeleutnant vom 1. Landwehr-Regiment                                                | Dem 28. März bei Bertrange: durch Bravour und zweckmässiges Betragen bey Vorführung der Tirailleurs womit er die des Feindes zurückschlug. |
| 046.     | NN Leimbach                                          | 22. September 1814 | Feldwebel im 1. Landwehr-Regiment                                                       | Dem 28. März bei Bertrange: durch Bravour und Aufmunterung der Leute. |
| 047.     | NN. Wagehals                                         | 22. September 1814 | Sergeant im 1. Landwehr-Regiment                                                        | Dem 28. März bei Bertrange: durch Bravour und Aufmunterung der Leute. |
| 048.     | Wilhelm Usinger                                      | 22. September 1814 | Musketier im 1. Landwehr-Regiment                                                       | Dem 28. März bei Bertrange: durch Bravour und Aufmunterung der Leute. |
| 049.     | Ludwig Boedicker                                     | 22. September 1814 | Major und Kommandeur des Gelerntes Jäger-Korps                                          | |
| 050.     | Georg Hütterodt                                      | 22. September 1814 | Premierleutnant im Gelerntes Jäger-Korps                                                | Den 18. März von Luxemburg: hat sich mehrmals ausgezeichnet und kommandierte in dieser Affaire die Jäger, welche Hollerich, Gasperich und Zessingen einnahmen. |
| 051.     | Wilhelm Baustedt                                     | 22. September 1814 | Oberjäger im Gelerntes Jäger-Korps                                                      | Den 26. März vor Thionville: war einer der ersten beij Eroberung der Kanone und erschloss einige Kanonirs wodurch die Wegnahme befördert wurde. |
| 052.     | Heinrich Hornickel                                   | 22. September 1814 | Oberjäger im Gelerntes Jäger-Korps                                                      | Den 15. Februar und 8. März vor Thionville: hat sich in der Affaire bei Eiche, Weimarskirchen und Dummeldingen unter den Augen des Generals v. Dörnberg ausgezeichnet, in er am weitesten vordrang und durch seine gute Schüsse dem Feinde vielen Schaden zufügte. In der Affaire zu Warmershausen war er dem Feinde am Nächsten und that ihm vielen Schaden. |
| 053.     | August Wilhelm Kleinsteuber                          | 22. September 1814 | Oberjäger im Gelerntes Jäger-Korps                                                      | Den 8. März vor Thionville: drang soweit vor dass er Kanonirs vor der feindlichen Batterien wegschoss. 1819 Leib-Büchsenspanner Sr. H. des Kurprinzen. |
| 054.     | Reinhard Brandau                                     | 22. September 1814 | Jäger im Gelerntes Jäger-Korps                                                          | Den 15. Februar vor Luxemburg: hat sich in der Affaire bei Eiche etc. ausgezeichnet, indem er am weitesten mit Vordrang, dem Feinde durch seine gute Schüsse vielen Schaden zufügte und verwundet wurde. |
| 055.     | Peter Reinemund                                      | 22. September 1814 | Jäger im Gelerntes Jäger-Korps                                                          | Den 26. Februar vor Thionville: Riẞ einen Grenadier, nachdem ihm die Büchse zerschossen war, die Muskede aus der Hand, stürzte sich damit auf den Feind und half eine Kanone erobern. |
| 056.     | Friedrich Moock                                      | 22. September 1814 | Jäger im Gelerntes Jäger-Korps                                                          | Den 26. Februar und 8. März vor Thionville: wie der Jäger Brandau ausgezeichnet, und in der zweiten Affaire, nachdem er schon zweij Blessuren erhalten hatte, hat er noch 5 Schüsse gethan und zweij Franzosen getötet. |
| 057.     | Carl Hein                                            | 22. September 1814 | Jäger im Gelerntes Jäger-Korps                                                          | Den 8. März vor Thionville: hat auf den ersten Schuss einen feindlichen Tirailleur erschossen, auf den 2. einen blessirt, und durch den dritten einen andern erlegt, welches die feindlichen Tirailleurs so schreckte, dass sie sich schleunig zurückzogen. |
| 058.     | Christian von Bartheld                               | 22. September 1814 | Major und Kommandeur des freiwillige Fuẞ-Jäger-Korps                                    | |
| 059.     | Moritz von Baumbach                                  | 22. September 1814 | Oberjäger im freiwillige Fuẞ-Jäger-Korps                                                | Bei mehreren Affairen: bei jedem Ausfall in Strassen durch besondere Bravoure. |
| 060.     | Wilhelm von Baumbach-Lenderscheid                    | 22. September 1814 | Oberjäger im freiwillige Fuẞ-Jäger-Korps                                                | Bei mehreren Affairen: bei jedem Ausfall in Strassen durch besondere Bravour. |
| 061.     | Christian Bodesheim                                  | 22. September 1814 | Oberjäger im freiwillige Fuẞ-Jäger-Korps                                                | Bei mehreren Affairen: durch seine besondere tägliche Kühnheit. |
| 062.     | Friedrich von Marschall                              | 22. September 1814 | Oberst und Kommandeur des Leib-Dragoner-Regiments                                       | |
| 063.     | Ernst Scheffer                                       | 22. September 1814 | Oberstleutnant und Kommandeur des Husaren-Regiments                                     | |
| 064.     | Friedrich Ludwig                                     | 22. September 1814 | Rittmeister im Husaren-Regiment                                                         | Den 27. März: War nebst 18 Pferden von [] rouge aus links an die Vorstadt pasirt als das Piquet des Lieutenants Lichtenburger zu ihm stiess. In diese Augenblick bemerkte er in der Gegend von [] ohngefähr 100 Mann Cavallerie, welche obengenanntes Infanterie Piquet verfolgten. Sogleich begab er sich, ohne den Rittmeister v. Boyneburgk bemerkt zu haben, mit seinen Commando dahin, und fiel dem Feind in die Flancke, als der Rittmeister von Boyneburgk denselben schon verfolgte. Er machte hierbei 3 Gefangenen, blessirte mehrere Franzosen und wurde nur durch eine feindliche Batterie und einige Bataillons Infanterie abgehalten, die Cavallerie ganzlich zu vernichten. |
| 065.     | August (Friedrich) Mauritius                         | 22. September 1814 | Leutnant im Husaren-Regiment                                                            | Für den 18. März: die Chaussee-Attacke bei Merl und Hollerich. Durchbrach im Gefecht bei Hollerich am 18. März mit 19 Husaren eine französische Karee von 100 Mann, wobei er selbst sieben Bajonetstiche erhielt. |
| 066.     | Ferdinand Hellwig                                    | 22. September 1814 | Sekondeleutnant im Husaren-Regiment                                                     | Für den 28. März vor Metz: er sprengte mit seinem Zug mit dem gröẞten Heldenmuth ebenfalls auf ein Quarree und erhielt hierbei zwei schwere Schuẞwunden. |
| 067.     | Friedrich von Baumbach-Kirchheim                     | 22. September 1814 | Leutnant im Husaren-Regiment                                                            | Es gelang ihm, mehrere in Gefangenschaft geratende Soldaten auf dein Transport nach der Festung Langeoog zu befreien |
| 068.     | Friedrich Brill                                      | 22. September 1814 | Corporal im Husaren-Regiment                                                            | Für den 18. März vor Luxemburg: die Chaussee-Attacke bei Merl und Hollerich. Hatte beim Einhauen auf die französische Grenadiermützen die Säbelklinge zerbrochen und schlug nun mit dem Säbelkorb auf die ihn hart bedrängenden Feinde ein und jagte sie in die Flucht. Nummer 68-72: Waren diejenigen welche beim Sprengen des Quarrées mit vorzüglichster Tapferkeit fochten. Die vier letzten wurden bei dieser Gelegenheit verwundet. |
| 069.     | NN Breitenstein                                      | 22. September 1814 | Corporal im Husaren-Regiment                                                            | |
| 070.     | Heinrich Steinfeld                                   | 22. September 1814 | Trompeter im Husaren-Regiment                                                           | Für den 18. März: die Chaussee-Attacke bei Merl und Hollerich. Erhielt bei der Attacke einen Schuß durch den Fuß, was ihn aber nicht davon abhielt, den Feldzug von 1815 in einem Stiefel und mit einem Schuh mitzumachen; dabei hatte er einen Krückstock neben den Säbel am Sattel hängen. |
| 071.     | Heinrich Hauch                                       | 22. September 1814 | Husar im Husaren-Regiment                                                               | Für den 18. März: die Chaussee-Attacke bei Merl und Hollerich. |
| 072.     | Johann Follmar                                       | 22. September 1814 | Husar im Husaren-Regiment                                                               | Für den 18. März: die Chaussee-Attacke bei Merl und Hollerich. |
| 073.     | Ludwig von Dörnberg                                  | 22. September 1814 | Major und Kommandeur des freiwillige reitendes Jäger-Corps                              | |
| 074.     | Carl von Boyneburg                                   | 22. September 1814 | Major im freiwillige reitendes Jäger-Corps                                              | Den 27. März bei [ ]: stand mit seiner Eskadron, einen kleinen Theil unter dem Commando des Lieutenants Lichtenburger ausgenommen, bei der [Garscher?] Mühle als er das bei Monhofen stehende Infanterie Piquet von 50 Mann vom Feinde bedrängt sah. Er warf sich sogleich ohne Ordre auf den Feind, verdrieb demselben in Verbindung mit dem Rittmeister Ludewig, welcher von einer anderen Seite kam und befreyte auf diese Art das vom Feinde schon umringte Piquet. Die Art womit der Rittmeister von Boyneburg dem Feind angriff verrieth nicht nur Bravheit, sondern ein einsichtsvollen Officier.                                                                                  |
| 075.     | Karl Waitz von Eschen                                | 22. September 1814 | Jäger im freiwillige reitendes Jäger-Corps                                              | Den 18. März bei Ometz: Durch Aufhalten des ersten Wagens der feindlichen Colonne, wodurch diese in ihrem Marsch gehemmt wurde. Er erhielt dabei schwere Blessür durch den rechten Arm. |
| 076.     | Friedrich Heinrich Ludwig Wilhelm von Trott zu Solz  | 22. September 1814 | Jäger im freiwillige reitendes Jäger-Corps                                              | Für den 18. März bei Ometz: Wurde von mehreren Franzosen umringt, haute sich jedoch durch, blessirte einige und machte ein Pferd gefangen, des seinige wurde dabei stark im Hals verwundet. |
| 077.     | Carl von Witzleben                                   | 22. September 1814 | Jäger im freiwillige reitendes Jäger-Corps                                              | Für den 18. März bei Ometz: Haute sich lange mit mehreren Cavalleristen und Infanteristen zu gleicher Zeit herum, blessirte einige, machte einen Mann gefangen und versprengte die anderen. |
| 078.     | Heinrich Schwartz                                    | 22. September 1814 | Jäger im freiwillige reitendes Jäger-Corps                                              | Für den 18. März bei Ometz: Blessirte einige Franzosen sehr stark, machte einen Gefangenen und zeigte überhaupt viel Muth. |
| 079.     | Friedrich Heinemann                                  | 22. September 1814 | Jäger im freiwillige reitendes Jäger-Corps                                              | Für den 18. März bei Ometz: Befand sich unter den vom Lieutenant von Baumbach befreiten Gefangenen, hatte bei seiner Gefangennehmung eine bedeutende Hiebwunde in den Kopff erhalten, welche ihn jedoch bei seiner Befreiung nicht abhielt, ohne im geringsten verbunden zu seijn, den thätigsten Antheil an der Affaire zu nehmen. Er wuẞ nämlich in den Augenblick seiner Befreiung einem französischen Infanteristen das Gewehr aus der Hand, schoẞ nach dem Feinde und ging mit dem Bajonet auf denselben ein. |
| 080.     | Johann Siemon                                        | 22. September 1814 | Trompeter im freiwillige reitendes Jäger-Corps                                          | Für den 18. März bei Ometz: War mit obengenannten Waitz der erste an der Spitze der feindlichen Colonne und hieb nachher ein Offizier nieder. |
| 081.     | Ludwig von Baumbach                                  | 22. September 1814 | Rittmeister im Husaren-Regiment                                                         | |
| 082.     | Ferdinand von Eschwege                               | 22. September 1814 | Rittmeister vom Husaren-Regiment                                                        | |
| 083.     | Carl von Ochs                                        | 22. September 1814 | Rittmeister im Husaren-Regiment und Adjutant der Regimentskommandeur                    | |
| 084.     | Friedrich von Starck                                 | 29. Juni 1815      | Capitain im Jäger-Bataillon                                                             | |
| 085.     | Heinrich Grau                                        | 29. Juni 1815      | Stabscapitain im Jäger-Bataillon                                                        | |
| 086.     | Friedrich Brandau                                    | 29. Juni 1815      | Sekondeleutnant im Jäger-Bataillon                                                      | |
| 087.     | Carl von Dörnberg                                    | 29. Juni 1815      | Sekondeleutnant im Jäger-Bataillon                                                      | |
| 088.     | Conrad Willius                                       | 29. Juni 1815      | Sekondeleutnant im Jäger-Bataillon                                                      | |
| 089.     | Carl Heinrich Walther                                | 29. Juni 1815      | Oberjäger im Jäger-Bataillon                                                            | |
| 090.     | NN. Kehm                                             | 29. Juni 1815      | Jäger im Jäger-Bataillon                                                                | |
| 091.     | Reinhard Philipp Wilhelm Rieẞ                        | 29. Juni 1815      | Major im Regiment „Prinz Solms“                                                         | |
| 092.     | August Schirmer                                      | 29. Juni 1815      | Generalstabscapitain                                                                    | |
| 093.     | Carl von Rhade                                       | 29. Juni 1815      | preuẞischer Capitain                                                                    | |
| 094.     | Alexander von Wangenheim                             | 29. Juni 1815      | preuẞischer Leutnant                                                                    | |
| 095.     | Job von Witzleben                                    | 29. Juni 1815      | preuẞischer Oberst im Generalstab                                                       | |
| 096.     | Wilhelm Heinrich Albrecht Engelhard                  | 29. Juni 1815      | Generalleutnant im Generalstab                                                          | |
| 097.     | Carl Ludwig von Mansbach                             | 05. Juli 1815      | Rittmeister im Leib-Dragoner-Regiment                                                   | |
| 098.     | Friedrich von Driessen                               | 08. Juli 1815      | kaiserlich russischer Leutnant in einem Garde-Dragoner-Regiment                         | |
| 099.     | Wilhelm von Hessenstein                              | 01. August 1815    | k.k. österreichischer Rittmeister                                                       | |
| 100.     | Karl Müldner                                         | 04. August 1815    | Major und Generalstabsadjudant                                                          | |
| 101.     | Joseph Schwann                                       | 04. August 1815    | Generalastabscapitain                                                                   | |
| 102.     | Ludwig von Hessenstein                               | 19. August 1815    | Rittmeister im Husaren-Regiment                                                         | |
| 103.     | Ludwig Bretthauer                                    | 19. August 1815    | Major im Regiment „Kurfürst“                                                            | |
| 104.     | Friedrich Wetzel                                     | 19. August 1815    | Stabscapitain im Regiment „Kurfürst“                                                    | |
| 105.     | Friedrich von Trott zu Solz                          | 19. August 1815    | Sekondeleutnant im Regiment „Kurfürst“                                                  | |
| 106.     | Johann Drusen                                        | 19. August 1815    | Corporal im Regiment „Kurfürst“                                                         | |
| 107.     | Heinrich Friedrich                                   | 19. August 1815    | Corporal im Regiment „Landgraf Carl“                                                    | |
| 108.     | Friedrich Wilhelm Liebermann                         | 19. August 1815    | Füsilier im Regiment „Landgraf Carl“                                                    | |
| 109.     | Gottlieb von Osterhausen                             | 19. August 1815    | Major im Regiment „Prinz Solms“                                                         | |
| 110.     | Adam Pressler                                        | 19. August 1815    | Stabscapitain im Regiment „Prinz Solms“                                                 | |
| 111.     | Theodor Arnold                                       | 19. August 1815    | Sekondeleutnant im Regiment „Prinz Solms“                                               | |
| 112.     | Peter Augner                                         | 19. August 1815    | Sekondeleutnant im Artillerie-Regiment                                                  | |
| 113.     | Jacob Eckhard                                        | 19. August 1815    | Bombardier der Artillerie                                                               | |
| 114.     | Georg Coester                                        | 19. August 1815    | Bombardier im Artillerie-Regiment                                                       | |
| 115.     | Jacob Gast                                           | 19. August 1815    | Jäger im Jäger-Bataillon                                                                | |
| 116.     | Johann Pfeffer                                       | 19. August 1815    | Wachtmeister im Jäger-Bataillon                                                         | |
| 117.     | NN Fischer                                           | 19. August 1815    | Carabinier im Husaren-Regiment                                                          | |
| 118.     | Julius von Haynau                                    | 19. August 1815    | k.k. österreichischer Major                                                             | |
| 119.     | Friedrich Wilhelm von der Groeben                    | 21. September 1815 | preuẞischer Major                                                                       | |
| 120.     | Heinrich Schmidt                                     | 21. September 1815 | Capitain im Jäger-Bataillon                                                             | Für die Erstürmung von Medybas am 14.–15. |
| 121.     | Friedrich Schötte                                    | 21. September 1815 | Capitain im Jäger-Bataillon                                                             | Für die Erstürmung von Medybas am 14.–15. |
| 122.     | Wilhelm von Bardeleben                               | 16. Oktober 1815   | Sekondeleutnant im Jäger-Bataillon                                                      | Für die Erstürmung von Medybas am 14.–15. |
| 123.     | Ludwig Friedrich Christian von Eschwege              | 16. Oktober 1815   | Sekondeleutnant im Jäger-Bataillon                                                      | |
| 124.     | Heinrich Christian Schulz                            | 16. Oktober 1815   | Sekondeleutnant im Jäger-Bataillon                                                      | |
| 125.     | NN Schmand                                           | 16. Oktober 1815   | Oberjäger im Jäger-Bataillon                                                            | |
| 126.     | Wilhelm Claus                                        | 16. Oktober 1815   | Oberjäger im Jäger-Bataillon                                                            | |
| 127.     | NN Kersten                                           | 16. Oktober 1815   | Jäger im Jäger-Bataillon                                                                | |
| 128.     | Philipp Schminke                                     | 16. Oktober 1815   | Jäger im Jäger-Bataillon                                                                | |
| 129.     | Martin Werner                                        | 16. Oktober 1815   | Jäger im Jäger-Bataillon                                                                | |
| 130.     | Guillaume Casa Franca de St. Paul                    | 16. Oktober 1815   | Rittmeister im Brigade-Stab                                                             | |
| 131.     | Christoph Heinrich Wilhelm Steuber                   | 10. Januar 1816    | Hauptmann im Generalstab                                                                | |
| 132.     | Christian Otto Bode                                  | 14. Februar 1816   | Oberstleutnant und Kommandeur des Regiments „Kurfürst“                                  | |
| 133.     | Carl Rieẞ                                            | 14. Februar 1816   | Major im Regiment „Kurfürst“                                                            | |
| 134.     | Josias von Löwenstein zu Löwenstein                  | 14. Februar 1816   | Capitain im Regiment „Kurfürst“                                                         | Für den Angriff auf St. Julien am 6. August 1815 und das Ausfallgefecht bei Mezieres am 8. August 1815. |
| 135.     | Ludwig von Bardeleben                                | 14. Februar 1816   | Capitain im Regiment „Kurfürst“                                                         | |
| 136.     | Heinrich von Meibom                                  | 14. Februar 1816   | Major im Regiment „Kurprinz“                                                            | |
| 137.     | Georg Caspar Eckhard                                 | 14. Februar 1816   | Capitain im Regiment „Kurprinz“                                                         | |
| 138.     | Georg Friedrich Spangenberg                          | 14. Februar 1816   | Capitain im Brigadestab                                                                 | |
| 139.     | Franz Heinrich von Bardeleben                        | 14. Februar 1816   | Capitain im 2. Grenadier-Bataillon „von Loẞberg“                                        | |
| 140.     | Ludwig von Heẞberg                                   | 14. Februar 1816   | Capitain im Regiment „Landgraf Carl“                                                    | |
| 141.     | Friedrich Wilhelm Ernst Briede                       | 14. Februar 1816   | Capitain im Regiment „Landgraf Carl“                                                    | Für die Belagerung von Luxemburg. |
| 142.     | Friedrich von Haller                                 | 14. Februar 1816   | Capitain im Regiment „Prinz Solms“                                                      | |
| 143.     | Carl Samuel August Appelius                          | 14. Februar 1816   | Capitain im Regiment „Prinz Solms“                                                      | |
| 144.     | Friedrich Ludwig Amadeus von Linsingen               | 14. Februar 1816   | Capitain im Regiment „Prinz Solms“                                                      | |
| 145.     | Ferdinand Davidis                                    | 14. Februar 1816   | Capitain im Regiment „Prinz Solms“                                                      | |
| 146.     | Friedrich Ludwig Schulthes                           | 14. Februar 1816   | Capitain im Artillerie-Regiment                                                         | |
| 147.     | Friedrich Ludwig Christian von Baumbach-Lenderscheid | 13. Juli 1816      | Rittmeister im Leib-Dragoner-Regiment                                                   | |
| 148.     | Theodor von Wacquant-Geozelles                       | 18. Juli 1816      | k.k. österreichischer Feldmarschallleutnant und Gesandter in Kassel                     | |